# Marco Mariani (attore)
Marco Mariani (Ancona, 18 giugno 1918 – Roma, 28 settembre 1970) è stato un attore italiano.

## Biografia
Protagonista nel film Il mostro dell'Opera, ha interpretato un gerarca fascista nel film del 1968 I sette fratelli Cervi ed un avvocato nel film Le motorizzate. Doppiato da Mario Colli nel film L'assassino di Elio Petri interpretava il dottor Margiotta, il primo poliziotto che arrestava Marcello Mastroianni.

## Filmografia

### Cinema
- Baracca e burattini, regia di Sergio Corbucci (1954)
- Saffo, venere di Lesbo, regia di Pietro Francisci (1960)
- L'assassino, regia di Elio Petri (1961)
- Tiro al piccione, regia di Giuliano Montaldo (1961)
- Le magnifiche 7, regia di Marino Girolami (1961)
- Viva l'Italia, regia di Roberto Rossellini (1961)
- Dieci italiani per un tedesco (Via Rasella), regia di Filippo Walter Ratti (1962)
- Ultimatum alla vita, Renato Polselli (1962)
- Ursus gladiatore ribelle, regia di Domenico Paolella (1963)
- Avventura al motel, regia di Renato Polselli (1963)
- Metempsyco, regia di Anthony Kristye (1963)
- Le motorizzate, regia di Marino Girolami (1963)
- Ercole sfida Sansone, regia di Pietro Francisci (1963)
- Siamo tutti pomicioni, regia di Marino Girolami (1963)
- Una sporca faccenda, regia di Roberto Mauri (1964)
- Il mostro dell'Opera, regia di Renato Polselli (1964)
- Le tardone, regia di Marino Girolami e Javier Setó (1964)
- Il piombo e la carne, regia di Marino Girolami (1964)
- Lo sceriffo che non spara, regia di José Luis Monter e Renato Polselli (1965)
- Veneri al sole, regia di Marino Girolami (1965)
- Mondo pazzo... gente matta!, regia di Renato Polselli (1966)
- Svegliati e uccidi, regia di Carlo Lizzani (1966)
- 7 winchester per un massacro, regia di Enzo G. Castellari (1967)
- Vado... l'ammazzo e torno, regia di Enzo G. Castellari (1967)
- La ragazza e il generale, regia di Pasquale Festa Campanile (1967)
- I sette fratelli Cervi, regia di Gianni Puccini (1968)
- La morte risale a ieri sera, regia di Duccio Tessari (1970)
- La bestia uccide a sangue freddo, regia di Fernando Di Leo (1971)
- Policeman, regia di Sergio Rossi (1971)
- Milano calibro 9, regia di Fernando Di Leo (1972)
- Cosa avete fatto a Solange?, regia di Massimo Dallamano (1972)
- Decameron nº 3 - Le più belle donne del Boccaccio, regia di Italo Alfaro (1972)
- Il tuo vizio è una stanza chiusa e solo io ne ho la chiave, regia di Sergio Martino (1972)
- Frankenstein '80 regia di Mario Mancini (1972)
- Canterbury proibito, regia di Italo Alfaro (1972)
- Revolver, regia di Sergio Sollima (1973)
- Non ho tempo, regia di Ansano Giannarelli (1973)
- Bisturi - La mafia bianca, regia di Luigi Zampa (1973)
- La morte ha sorriso all'assassino, regia di Aristide Massaccesi (1973)
- La legge della Camorra, regia di Demofilo Fidani (1973)
- Novelle licenziose di vergini vogliose, regia di Joe D'Amato (1973)
- No. Il caso è felicemente risolto, regia di Vittorio Salerno (1973)
- Vergine, e di nome Maria, regia di Sergio Nasca (1973)

### Televisione
- La guerra di Troia non si farà, dramma di Jean Giraudoux, regia di Andrea Camilleri, trasmessa dal Secondo programma il 3 gennaio 1968
- I giovedì della signora Giulia, regia di Paolo Nuzzi e Massimo Scaglione (1970) - sceneggiato televisivo

### Produttore
- Gli attendenti, regia di Giorgio Bianchi (1961)